# Raliza
Raliza (kroatisch ralica; serbisch-kyrillisch ралица) war ein Flächenmaß in Kroatien und Serbien. Die Maßkette: Das Maß Lanac/Kette und die Dan oranja waren größer als Raliza. Die Motika, Donum, Quadrat-hvar/kvadratnih hvati und Quadrat-Stopa/kvadratnih stopa waren die kleineren Maße.
- 1 Raliza = 2500 Quadratmeter